# Phyllocnistis hapalodes
Phyllocnistis hapalodes är en fjärilsart som beskrevs av Edward Meyrick 1906. Phyllocnistis hapalodes ingår i släktet Phyllocnistis och familjen styltmalar. Inga underarter finns listade i Catalogue of Life.